# Circondario di Acqui
Il circondario di Acqui era uno dei circondari in cui era suddivisa la provincia di Alessandria.

## Storia
In seguito all'annessione della Lombardia dal Regno Lombardo-Veneto al Regno di Sardegna (1859), fu emanato il decreto Rattazzi, che riorganizzava la struttura amministrativa del Regno, suddiviso in province, a loro volta suddivise in circondari e ancora in Mandamenti.
Il circondario di Acqui fu creato come suddivisione della provincia di Alessandria; il territorio corrispondeva a quello della soppressa provincia di Acqui del Regno di Sardegna, appartenuta alla divisione di Alessandria.
Con l'Unità d'Italia (1861) la suddivisione in province e circondari fu estesa all'intera Penisola, lasciando invariate le suddivisioni stabilite dal decreto Rattazzi.
Nel 1880 acquisì il comune di Pareto, in precedenza appartenuto al circondario di Savona della provincia di Genova; esso venne assegnato al mandamento di Spigno Monferrato.
Il circondario di Acqui venne soppresso nel 1926 e il territorio assegnato al circondario di Alessandria.

## Geografia antropica

### Suddivisioni amministrative
La composizione del circondario era la seguente:
- mandamento I di Acqui Terme
  - Acqui Terme; Alice Bel Colle; Castelrochero; Melazzo; Ricaldone; Strevi; Terzo
- mandamento II di Bistagno
  - Bistagno; Castelletto d'Erro; Montabone; Ponti; Rocchetta Palafea; Sessame
- mandamento III di Bubbio
  - Bubbio; Cassinasco; Cessole; Loazzolo; Monastero Bormida; Vesime
- mandamento IV di Carpeneto
  - Carpeneto; Montaldo Bormida; Rocca Grimalda; Trisobbio
- mandamento V di Incisa Belbo
  - Bergamasco; Castelnuovo Belbo; Cortiglione; Incisa Belbo
- mandamento VI di Molare
  - Cassinelle; Cremolino; Molare; Prasco
- mandamento VII di Mombaruzzo
  - Bruno; Carentino; Castelletto Molina; Fontanile; Maranzana; Mombaruzzo; Quaranti
- mandamento VIII di Nizza Monferrato
  - Calamandrana; Castel Boglione; Nizza Monferrato; Vaglio Serra
- mandamento IX di Ponzone
  - Cartosio; Cavatore; Grognardo; Morbello; Ponzone
- mandamento X di Rivalta Bormida
  - Castelnuovo Bormida; Morsasco; Orsara Bormida; Rivalta Bormida; Visone
- mandamento XI di Roccaverano
  - Denice; Mombaldone; Olmo Gentile; Roccaverano; San Giorgio Scarampi
- mandamento XII di Spigno Monferrato
  - Malvicino; Merana; Montechiaro d'Acqui; Pareto (da 1880); Serole; Spigno Monferrato